# Plateau de Romainville
Le plateau de Romainville, également désigné comme le plateau de Montreuil ou de Bagnolet est une butte-témoin située dans l'est de Paris et au sud-ouest de la Seine-Saint-Denis, qui culmine à 131 mètres sur le territoire de la commune des Lilas. La partie occidentale du plateau est souvent désignée comme la butte ou colline de Belleville et de Ménilmontant, et dépasse les 128 mètres. 

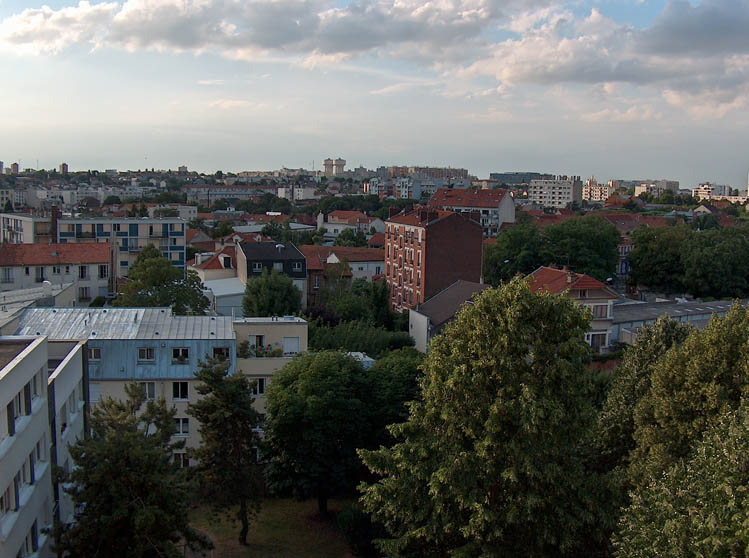
Vue sur le centre-ville de Montreuil, au pied du plateau de Romainville, avec au fond les châteaux d'eau jumeaux de Romainville.

## Toponymie
Le plateau de Romainville a porté et porte encore des dénominations différentes, selon les périodes historiques et selon les personnes qui le désignent. On trouve mention du plateau de Belleville, de Belleville Ménilmontant, de Romainville Les Lilas,, de Montreuil. La dénomination plus fédératrice de plateau des Dix Communes est non usitée.

## Géographie
Le plateau de Romainville surplombe la vallée de la Marne au sud, la vallée de la Seine au sud-ouest et La Plaine Saint-Denis au nord. Le plateau est situé sur le territoire des communes de Paris (19e et 20e arrondissements) et de Bagnolet à l'ouest, du Pré-Saint-Gervais, des Lilas, de Romainville et de Noisy-le-Sec au nord, de Rosny-sous-Bois à l'est, et de Fontenay-sous-Bois et de Montreuil au sud.
Le plateau culmine a des altitudes différentes selon les communes : 128 mètres à Paris (rue du Télégraphe), 119 mètres à Bagnolet, 117 mètres à Montreuil, 111 mètres à Fontenay-sous-Bois, 116 mètres à Rosny-sous-Bois, 120 mètres à Noisy-le-Sec, 123 mètres à Romainville, 108 mètres à Pantin et 114 mètres au Pré-Saint-Gervais. C’est aux Lilas que le plateau est le plus élevé, culminant à 129 mètres place Charles-de-Gaulle. 

### Géologie
Le plateau de Romainville est principalement formé de marnes et d’argiles constituant une butte témoin : ce massif gypseux comporte quatre masses d'épaisseurs variables séparées par des couches de marnes argileuses. Sous la couche supérieure de calcaire de Brie qui constitue le plateau se trouve une couche de marnes à huîtres, riches en gypse. Une couche de marnes vertes se trouve en dessous. Ces couches de marnes affleurent en plusieurs endroits, sur les pentes du plateau, et sont accessibles à ciel ouvert.
Cette accessibilité a facilité le creusement de carrières pour l'exploitation du gypse, qui servit notamment, sur ordre de Louis XIV, à plâtrer les façades des maisons en bois parisiennes afin de lutter contre les incendies. Les plâtrières ont constitué une activité importante dans le secteur du XVIIIe siècle jusqu'au début du XXe siècle.

### Hydrologie

#### Ruisseaux et mares
À l'ouest, les hauteurs de Belleville, de Ménilmontant et du Pré-Saint-Gervais avaient des sources, désignées comme les « sources du Nord » qui alimentaient le ru de Ménilmontant et furent, dès le Moyen Âge, captées pour alimenter Paris en eau potable. 
Deux aqueducs souterrains, les eaux du Pré-Saint-Gervais et les eaux de Belleville dont il reste quelques regards, ont été construits : l'un vers la léproserie Saint-Lazare, l'autre vers Saint-Martin-des-Champs. Le premier, prolongé dans Paris, alimentait les fontaines situées à l'ouest de la rue Saint-Denis, notamment celle des Halles, qui a été la première fontaine publique de la capitale, le second celles de l'est de la rue. Un troisième aqueduc alimente, à partir du XVIIe siècle, l'hôpital Saint-Louis.
Le réseau des eaux du Pré-Saint-Gervais comprenait 3 ensembles de captage, « les sources du nord », qui se rejoignaient au regard du Pré-Saint-Gervais point de départ d’une conduite unique vers Paris.
- Un premier captant des sources à l’emplacement du pied des glacis de l’actuel fort de Romainville, rue Henri Barbusse, rue Jean-Moulin, boulevard Eugène, Decros, rue Marcelle sur le territoire de la commune des Lilas.
- Un deuxième, à l’emplacement de la rue Francine Fromond vers la rue Faidherbe  également aux Lilas.
- Un troisième sur la commune du Pré-Saint-Gervais.

Des sources à la fontaine du Pré-Saint-Gervais, l’eau s’écoulait dans des conduites, les  «pierrées » de 0,4 mètres de hauteur, de 0,16 à 0,32 mètres de largeur, dans des tranchées de 2 à 3 mètres de profondeur couvertes d’une chape de glaise pour éviter les infiltrations des eaux de surface. Des puisards établis de place en place permettaient l’inspection. Des regards étaient établis aux endroits où plusieurs pierrées se rejoignaient.
Des bornes aux armes de la ville de Paris indiquaient en surface l’emplacement de ces conduites.
Au nord, un ruisseau prenait naissance au Goulet, près du cœur du village de Romainville et de l'église Saint-Germain-l'Auxerrois, et alimentait le village de Noisy-le-Sec.
À l'est, le ru de la Fontaine du Vaisseau et le ru Coin, qui prenaient naissance sur le coteau entre Fontenay-sous-Bois et Montreuil, mêlaient leurs eaux puis s'écoulaient en contrebas du plateau avant de rejoindre la mare à Guillaume et de rejoindre la Marne.
Au sud, les couches d'argile imperméable qui affleurent à flanc de coteau sont aussi à l'origine des nombreuses sources qui ont d'ailleurs donné son nom à la ville de Fontenay-sous-Bois. Au Moyen Âge, ces ruisseaux servaient à alimenter les douves du château de Vincennes. Sur le plateau, la mare aux Marchais, au niveau de l'actuelle place Michelet, a disparu à la suite de travaux d'assainissement entrepris au début du XXe siècle.
Nombre de ces ruisseaux ont disparu avec l'urbanisation et l'assainissement au cours du XXe siècle. Seule la toponymie rend encore compte de ce réseau hydrographique oublié.

#### Aqueduc de la Dhuis
Au début du XIXe siècle, outre les puits et les citernes, Paris n'est alimenté en eau essentiellement que par les eaux du plateau de Romainville (rus de Belleville et du Pré-Saint-Gervais) et par l'aqueduc des eaux de Rungis. Le très fort accroissement de la population parisienne nécessite d'entreprendre de nouveaux travaux.
En 1854, avec l'appui de Napoléon III, le préfet Georges Eugène Haussmann et le directeur du service des eaux Eugène Belgrand font approuver un programme d'alimentation en eau par le conseil municipal de Paris. Les travaux de l'aqueduc de la Dhuis débutent à la fin juin 1863 et traversent les communes de Romainville, Montreuil et Bagnolet. Le chantier est rapidement réalisé : l'eau est introduite dans l'aqueduc le 2 août 1865. La distribution régulière commence le 1er octobre suivant, alimentant le réservoir de Ménilmontant, à l'ouest du plateau de Romainville.

### Risques naturels
Les communes qui occupent le plateau et ses pentes sont exposées à deux types de risques naturels :
- les inondations pluviales, car les sols sont fortement imperméabilisés par la présence d'argile et par la densité de la forte urbanisation ;
- les mouvements de terrain (glissement, tassement) liés à la nature argileuse de son sol (par retrait ou gonflement de ces couches géologiques) et à la présence des anciennes carrières de gypse.

Par exemple, entre juillet et septembre 2003, une forte sécheresse cause des dégâts sur plusieurs communes du plateau (Montreuil, Noisy-le-Sec et Romainville). Cette catastrophe a été reconnue comme catastrophe naturelle par le Journal officiel du 1er février 2005.

## Transports
Le plateau de Romainville, qui domine les vallées voisines, a longtemps été un obstacle difficile à franchir. Il est contourné par les principales voies de circulation. 

### Réseau routier

#### Autoroutes
L'autoroute A3, tronçon de la route européenne 15, traverse le plateau de Romainville d'ouest en est, entre Bagnolet et Noisy-le-Sec. Elle permet notamment la desserte des hauts quartiers du plateau sur les communes de Bagnolet, Montreuil et Romainville. La première tranche de l'A3, entre la porte de Bagnolet et Bondy, a été ouverte à la circulation en 1969. Un court tronçon autoroutier, numéroté A186, bifurquait de l'A3 à Montreuil et desservait le Haut-Montreuil ; il a fermé en mai 2019. 
Cette autoroute étant intégralement urbaine, elle est très chargée aux heures de pointe. En février 2007, un tronçon de 670 m entre Bagnolet et Montreuil a bénéficié d'une couverture. Un chantier pour une couverture d'une section de 220 m à hauteur de Romainville a commencé en juillet 2008. Ces chantiers ont pour but de réduire les importantes nuisances sonores de l'autoroute dans des secteurs fortement urbanisés.

#### Route nationale
- Route nationale 302

### Transports ferroviaires
Ce plateau est un obstacle sur les axes de circulation en particulier ferroviaire. Ainsi, au nord et à l'est, le plateau est seulement bordé par l'important faisceau ferroviaire des lignes Paris - Strasbourg et Paris – Mulhouse. Au sud, l'ancienne ligne de Vincennes, actuelle ligne A du RER, longe le plateau entre les gares de Vincennes et de Nogent-sur-Marne. La branche Chessy du RER se sépare de la ligne de Vincennes à Fontenay-sous-Bois puis passe en souterrain sous l’extrémité sud du plateau par le tunnel de Fontenay-sous-Bois. Le plateau est traversé, à l'ouest par la ligne de Petite Ceinture de Paris, autrefois dévolue au trafic de voyageurs. La traversée se fait en souterrain entre les gares de Ménilmontant et de Belleville-Villette.
La plupart des lignes du métro parisien ont leur terminus au pied du plateau de Romainville et ne le desservent pas directement. L'ouest du plateau est cependant traversé par les lignes de métro suivantes :
- la ligne 3 bis aux stations Saint-Fargeau et Porte des Lilas ;
- la ligne 7 bis aux stations Botzaris, Place des Fêtes et Pré-Saint-Gervais ;
- la ligne 11 aux stations Jourdain, Place des Fêtes, Télégraphe, Porte des Lilas, Mairie des Lilas, Serge Gainsbourg, Romainville - Carnot, Montreuil - Hôpital et La Dhuys.

Depuis 2012, la ligne 3b du tramway d'Île-de-France traverse la partie occidentale du plateau du nord au sud, par les arrêts Adrienne Bolland, Porte des Lilas, Hôpital Robert-Debré et Butte du Chapeau Rouge.
Plusieurs projets d'extensions de lignes de métro ou de tramway ont pour but de désenclaver les quartiers du plateau :
- un projet de prolongement, en cours de travaux, de la ligne 1 du tramway d'Île-de-France entre Noisy-le-Sec et Fontenay-sous-Bois amène la construction de plusieurs arrêts : Place Carnot, Collège Gustave Courbet et Libre Pensée à Romainville, Route de Romainville, Aristide Briand, Rue de Rosny, Théophile Sueur et Côte du Nord à Montreuil, Faidherbe entre Rosny-sous-Bois et Fontenay-sous-Bois ;
- un projet de prolongement, en cours de discussions très contradictoires, de la ligne 1 entre Vincennes et Fontenay-sous-Bois prévoit la construction d'une station sur le plateau de Romainville : Grands Pêchers à Montreuil ou Verdun à Fontenay-sous-Bois ;
- un projet de téléphérique à Bagnolet vise à relier le terminus de la ligne 3 Gallieni aux hauteurs du quartier de la Noue à Bagnolet.

### Transports cyclistes
Les Vélib' ont été installés dans plusieurs communes du plateau de Romainville : Paris, Bagnolet, Le Pré-Saint-Gervais, Les Lilas. Ces stations bénéficient toutes du système « bonus V’+ ».
Il existe également, à Montreuil, un projet de service de location de vélos longue durée. Ces vélos disposeront d'un mécanisme électrique permettant de stocker de l’énergie pour remonter les côtes de la ville plus facilement.

## Environnement

### Espaces verts
Si l'urbanisation du plateau de Romainville est tardive, elle ne laisse aujourd'hui que peu de place aux espaces naturels. Les espaces verts les plus importants se situent pour la plupart sur les abords du plateau de Romainville, souvent à la place des anciennes carrières de gypse, abandonnées au cours du XXe siècle.

#### Parc des Buttes-Chaumont
Le parc des Buttes-Chaumont est construit à l’extrémité nord-ouest du plateau de Romainville, dans l'actuel 19e arrondissement de Paris. Le sous-sol des Buttes-Chaumont est exploité grâce au creusement de carrières d'extraction de gypse et de pierres meulières pour la construction des immeubles parisiens. L'endroit sert également de bassin d'épuration et de décharge. Les carrières, qui se trouvaient à ce moment-là sur le territoire de l'ancienne commune de Belleville, sont exploitées jusqu'en 1860. Dans le cadre des réalisations urbaines, Napoléon III décide de transformer la butte en parc et charge l'ingénieur Adolphe Alphand de cette évolution. Ce dernier s'entoure de l'architecte Gabriel Davioud, de l'ingénieur Eugène Belgrand et du jardinier Jean-Pierre Barillet-Deschamps. Les travaux sont entrepris en 1864 et le parc, d'une superficie de 25 ha, est inauguré le 1er avril 1867.
La partie basse, au centre du parc, est occupée par un lac, alimenté par trois ruisseaux qui descendent les pentes du parc, à l'ouest, à l'est et au sud. Ce dernier ruisseau, alimenté par le bassin de la Villette, pénètre dans la grotte du parc sous la forme d'une cascade artificielle de 32 m de hauteur.

#### Parc de Belleville
Le parc de Belleville est l'un des parcs et jardins du 20e arrondissement de Paris, d'une superficie de 45 000 m2, se trouve sur la colline de Belleville qui culmine à 108 mètres. Une terrasse aménagée au sommet du parc permet une vue panoramique sur la ville de Paris.

#### Parc de la Butte du Chapeau-Rouge
Le parc de la Butte du Chapeau-Rouge, d'une surface de 4,7 hectares est ouvert en 1939. Il est conçu par l'architecte Léon Azéma dans un style néoclassique, propre à la période de l'entre-deux-guerres. Il occupe une zone de carrières de gypse. La butte ne fait l'objet d'aucun aménagement après la démolition de l'enceinte de Thiers durant les années 1920, contrairement à l'essentiel de la Zone, où sont édifiés des logements sociaux et des équipements sportifs.
Le parc offre une vue dégagée sur la banlieue nord-est de la capitale.

#### Parc départemental Jean-Moulin - Les Guilands
Le parc départemental Jean-Moulin - Les Guilands s'étend sur 26 ha, à cheval sur les communes de Bagnolet et de Montreuil. Il fait partie du réseau Natura 2000 en Seine-Saint-Denis, un programme européen qui reconnait la qualité des espaces naturels en milieu urbanisé. Il jouit d'une vue sur toute la région parisienne.

### Île de loisirs de la Corniche des Forts
En 2000, le conseil régional d'Île-de-France décide de créer une nouvelle base de plein air et de loisirs sur les communes de Romainville, Pantin, Les Lilas et Noisy-le-Sec. Le site s'installera notamment sur d'anciennes carrières de gypse sur 8 hectares, dont 4,5 sont ouverts au public. Le relief important du terrain de la base de loisir, avec des crêtes, des corniches ou encore des falaises sera valorisé. L'île de loisirs de la Corniche des Forts, qui regroupe aussi les parcs de Romainville et Henri-Barbusse de Pantin, a ouvert en 2021 et s’étend sur 64 hectares.

### Fortifications installées sur le plateau
- Fort de Romainville
- Fort de Noisy-le-Sec
- Fort de Rosny
- Fort de Nogent